# Storbytosse
Storbytosse er en nedsættende betegnelse for et medlem af partiet Ny Alliance.
Begrebet blev introduceret i efteråret 2007 i en leder af Rune Lykkeberg i Dagbladet Information,
men skal være opfundet af en kvindelig københavnsk politiker.
Med storbytosse refereres til at partiets vælgere hovedsageligt er bosiddende i storbyerne.
Storbytosse er afledt af landsbytosse, der er et begreb, der bl.a. er anvendt om flere medlemmer af Dansk Folkeparti, der har raget uklar med partiets linje.